# Prinses Irenestraat 19

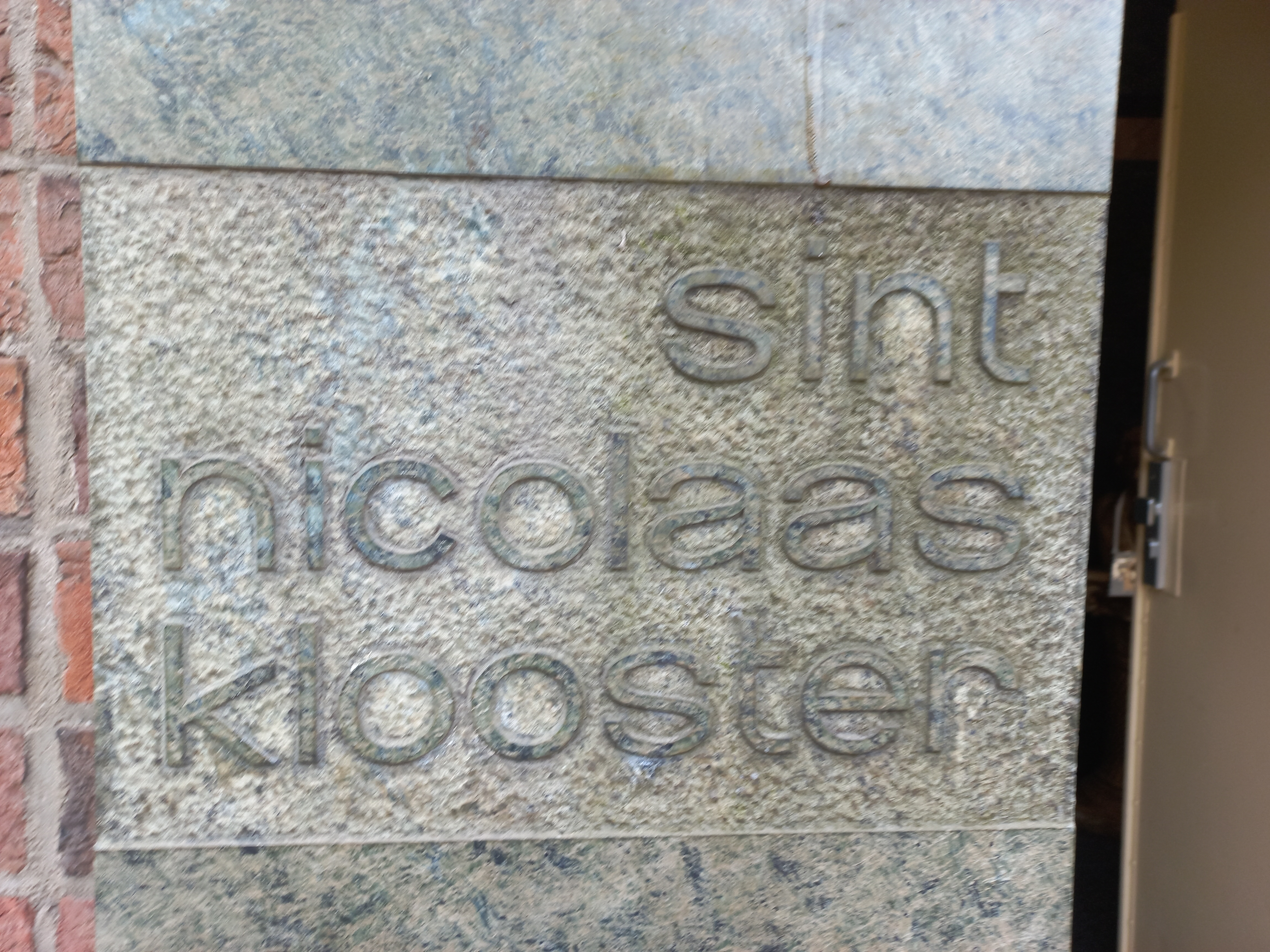
Plaquette (juli 2025)

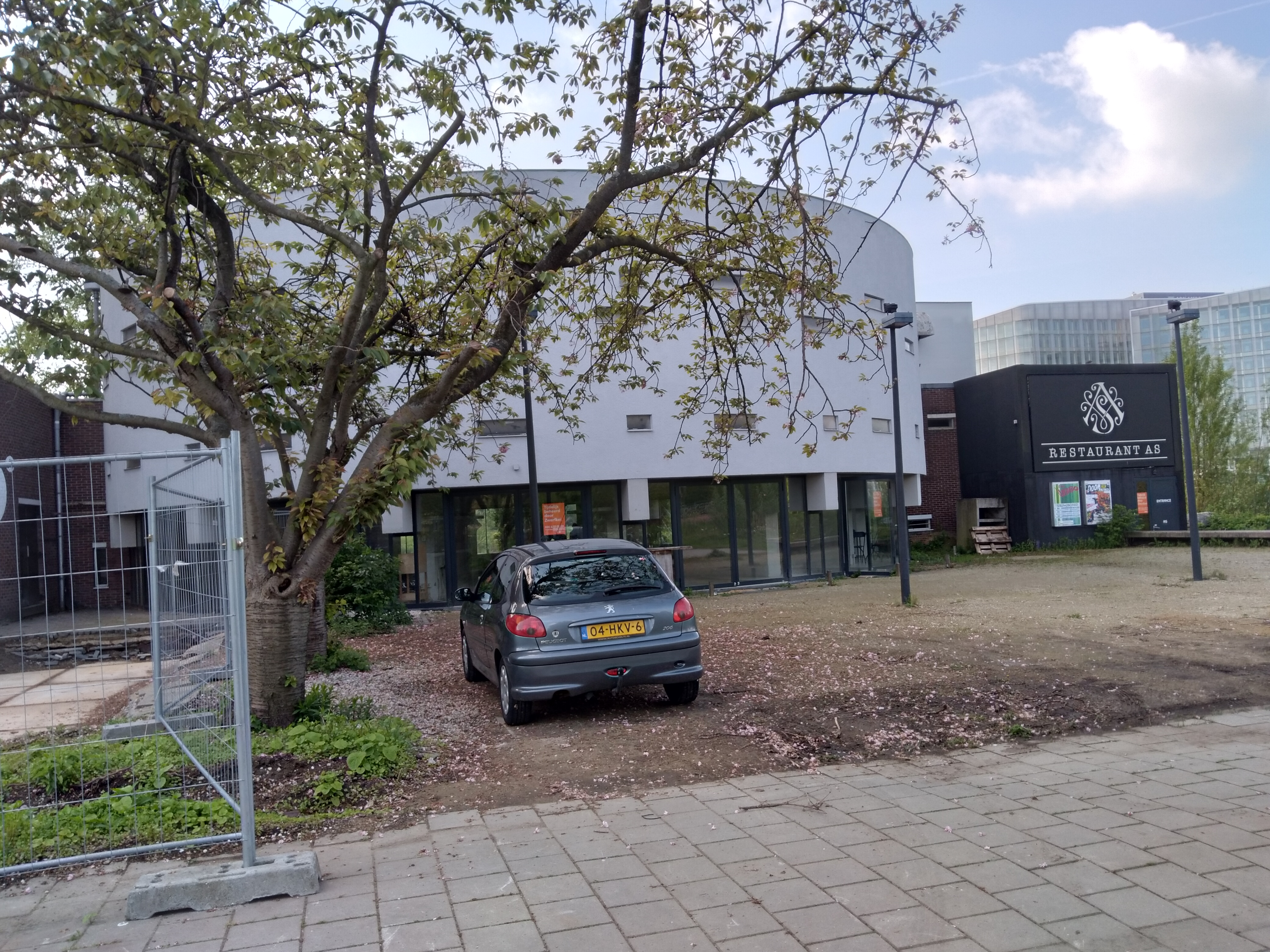
Kapel (mei 2021)

Prinses Irenestraat 19, Amsterdam is een gebouwencomplex in het Beatrixpark in Amsterdam-Zuid, maar met adres aan de Prinses Irenestraat. Het complex staat bekend als Convict en kapel.

## Geschiedenis
De architecten van het complex waren Ted Peters en Ben Spängberg, destijds beiden werkzaam voor het bureau van Lau Peters (vader van Ted), die het bijbehorende schoolgebouw ontwierp. Zij ontwierpen het alleen voor jongens toegankelijke Sint-Nicolaaslyceum en een klooster en kapel voor de paters die er les gaven. Met de omgeving hoefden ze geen rekening te houden; het was nog leeg gebied. De woningbouw was sneller dan de planning en al tijdens de bouw van het complex waren er klachten dat het complex een deel van het park zou opsnoepen. Het klooster kreeg het uiterlijk van een rechthoekig flatgebouw van zes verdiepingen. De kapel was juist rond en kreeg twee verdiepingen: de begane grond voor religieuze beleving van paters; de eerste verdieping voor de leerlingen. Peters en Spängberg kozen voor een ronde kapel vanwege de betere akoestiek van een dergelijk gebouw. Beide architecten moesten naar Tilburg om hun voorstellen te tonen, waarop de voorstellen aangepast moesten worden. Zo werden de wasgelegenheden per appartement als “te luxe” beschouwd en de grootte van de kamers moest aangepast worden aan de religieuze hiërarchie (broeders één raam etc.). 
In 1957 werd de eerste paal geslagen en rond 1959 werd het complex (school, kapel, klooster) geopend. In het daaropvolgende decennium gingen Peters en Spängberg uit elkaar. Peters werd leider van het architectenbureau; Spängberg ging aan de slag bij de Dienst der Publieke Werken; hij was met Sier van Rhijn de scheppende kracht achter de Oostlijn.
De religieuze kant verloor het van de seculiere. De laatste paters vertrokken rond 1998; er kwamen krakers en de gebouwen hadden daarop diverse bestemmingen. Het complex (kapel en klooster) werd aan de gemeente Amsterdam verkocht. De kapel kreeg horeca als gebruiker; het klooster werd verhuurd en de school ging in 2012 tegen de vlakte om plaats te maken voor nieuwbouw.

### Herbestemming
Midden jaren 2010 werd naar een herbestemming van het Sint-Nicolaasklooster en kapel gezocht, die dreigden te worden gesloopt. Erfgoedvereniging Bond Heemschut maakte zich hard voor de monumentale gehouwen; de gebouwen werden op 21 januari 2014 bestempeld tot gemeentelijk monument; daarvoor stond het op de lijst Amsterdamse Top-100 Jonge Monumenten. Er werd een herbestemming gevonden in het vormen van een dependance voor het Conservatorium van Amsterdam. De gemeente en de Amsterdamse Hogeschool voor de Kunsten traden in overleg met de Vereniging Vrienden van het Beatrixpark om tot een gebruik te komen dat zowel past in het conservatoriumgebruik als binnen de openbare ruimten in het park. Uitgangspunt is dat het klooster uitgebreid en aangepast wordt aan het muziekleven; de kapel wordt verhoogd om een (nog) betere akoestiek te krijgen. De begane grond krijgt haar horecabestemming terug. De verwachting in september 2020 was dat het conservatorium per seizoen 2022/2023 de gebouwen in gebruik neemt. Herinrichting van het gebouwen en terreinen werden in handen gegeven aan Architectenbureau Winhov en Delva landschapsarchitecten (gelieerd aan Winhov); Delva moet de omgeving inpassen in het centrale ontwerp van Ko Mulder.
In 2022 werd duidelijk dat het conservatorium door de stijgende bouwkosten de financiering niet meer rond kon krijgen. In september en oktober 2022 werd daarom een "marktconsultatie" gehouden om te kijken of er nieuwe gebruikers voor de gebouwen kon worden gevonden. Die gebruiker moet passen binnen se sector cultureel en maatschappelijk eventueel aangevuld met horeca.  Medio 2025 zal het Convict in gebruik worden genomen voor de opvang van vluchtelingen, in eerste instantie de groep uit Oekraïne. De opvang zal minstens vijf jaar duren. Voor de kapel wordt dan nog een maatschappelijke (tijdelijke) bestemming gezocht; deze moet passen bij die opvang.

## Waardering
Het Parool vroeg “hun” architectuurjournalist Jaap Huisman in 2025 vijf verborgen parels in Amsterdam te benoemen. Daarbij noemde Huisman ook de kapel, waarbij hij blij was dat het niet gesloopt was. Huisman:
De kapel is volmaakt rond en ooit bedacht voor de paters en priesters om daar te leren preken